# 俵小百合
俵 小百合（たわら さゆり、1991年3月27日 - ）は、日本の元女性タレント。本名同じ。
神奈川県出身。NHK教育『天才てれびくんシリーズ』2001年度 - 2003年度てれび戦士として知られている。
タレントの俵有希子は、実姉。

## 略歴
1999年、エクスィード・アルファに所属し、芸能界デビュー。後にキリンプロへ。2005年、芸能界を引退。

## 作品

### 音楽ソフト
- たった一度の誕生日（2001年8月22日、ポリスター）

### 映像ソフト
- HATSUKOI 初恋（2003年）

## 出演

### テレビ番組
- 追跡!エレキクイズ（2000年、サイエンスチャンネル）
- 天才てれびくんシリーズ（NHK教育テレビ） - てれび戦士
  - 天才てれびくんワイド（2001年4月2日 - 2003年4月3日）
  - 天才てれびくんMAX（2003年4月7日 - 2004年4月1日）

### CM
- P&G、エースデリケートブリーチ（1999年）
- そごうデパート（1999年）スチル
- 伊勢丹、七五三（1999年）スチル
- バンダイ、おジャ魔女どれみ（1999年）スチル
- ハウス、フルーチェりんご（2000年）
- バンダイ、ジュエルドロップ おしゃれバニティバックセット（2000年）
- ナフコ、こたつ篇（2000年）
- バンダイ、ジュエルドロップ メイクハートセット（2000年）
- 京浜急行電鉄（2000年）スチル
- 東京オペラシティ（2000年）スチル
- ダイエー（2000年）スチル
- 日本航空（2000年）スチル
- 小学館 小学三年生（2000年）スチル
- ライオン アクロンクリーニング 2001年春篇（2001年）
- 小学館 小学二年生（2001年）スチル
- 学習研究社 4年の学習（2001年）スチル
- 小学館 小学四年生（2002年）スチル
- 小学館 小学三年生（2002年）スチル
- 小学館 ちゃお（2002年）スチル
- 光文書院 保健体育（2002年）スチル
- 学習研究社 6年の学習（2003年）スチル

## 書籍

### 写真集
- Pure Angle（ソフトガレージ社）
- Pure Angle2（ソフトガレージ社）
- ふたり遊び（桜桃書房）

### 雑誌連載
- Prolog vol.19（2001年）
- ヤングチャンピオン（2001年、秋田書店）
- Hot Dog Press（2001年、講談社）
- 小学四年生（小学館）
- Pure☆Pure vol.20（2003年、辰巳出版）
- Hana*chu→（2003年 - 2004年、主婦の友社）モデル
- Chu→Boh vol.5（2005年、海王社）